# Danses Profanes (Poot)
Danses Profanes is een compositie voor harmonieorkest of fanfare van de Belgische componist en lid van de componisten groep De Synthetisten Marcel Poot.